# Volvulopsis chinensis
Volvulopsis chinensis is een slakkensoort uit de familie van de Retusidae. De wetenschappelijke naam van de soort is voor het eerst geldig gepubliceerd in 1994 door Lin & Wu.